# Donte DiVincenzo
Donte DiVincenzo (Newark, 31 de janeiro de 1997) é um jogador norte-americano de basquete que atualmente joga pelo Minnesota Timberwolves da National Basketball Association (NBA).
Ele jogou basquete universitário no Universidade Villanova, onde ganhou os títulos nacionais da NCAA em 2016 e 2018, e foi selecionado pelo Milwaukee Bucks como a 17ª escolha geral no Draft da NBA de 2018. Ele venceu seu primeiro título da NBA com o Bucks em 2021, antes de ser negociado com o Sacramento Kings na temporada seguinte. Desde então, ele jogou pelo Golden State Warriors e pelo New York Knicks, e detém os recordes dos Knicks de mais arremessos de três pontos em um único jogo e em uma única temporada. Ele também detém o recorde da NBA de mais arremessos de três pontos feitos em um Jogo 7 de playoff (9).

## Início da vida e carreira no ensino médio
Filho de John e Kathie DiVincenzo, Donte nasceu em Newark, Delaware. Ele tem um irmão mais velho chamado John.
Enquanto crescia, DiVincenzo jogava futebol antes de mudar para o basquete no ensino médio. Ele frequentou a Escola Salesiana e os levou a dois títulos estaduais consecutivos. Em seu terceiro ano, ele teve médias de 15,8 pontos, 4,7 rebotes e 2,9 assistências. Em seu último ano, ele teve médias de 22,9 pontos, 9,0 rebotes e 4,0 assistências.
Ele foi nomeado o Jogador de Basquete Masculino do Ano pela Associação de Escritores Esportivos e Emissoras de Delaware em 2015.

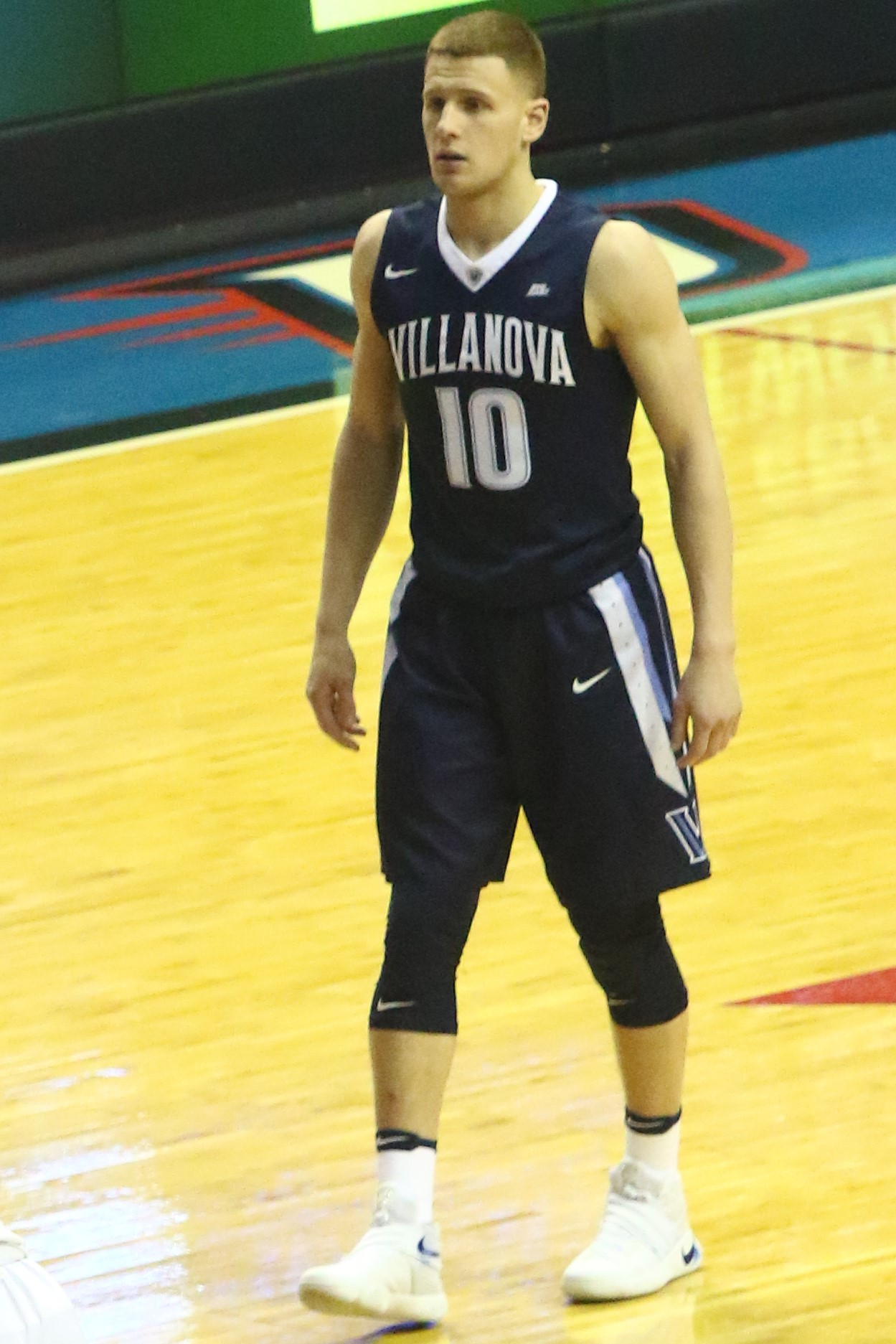
Donte pelo Villanova

## Carreira universitária
DiVincenzo jogou em nove jogos no seu ano de calouro em Villanova antes de ter o quinto osso metatarsal do pé direito fraturado. Na temporada seguinte, ele jogou em 36 jogos e obteve médias de 8,8 pontos, 3,8 rebotes e 1.7 assistências em 25.5 minutos. No Torneio da NCAA, ele registrou 21 pontos e 13 rebotes em uma vitória por 76-56 sobre o Mount St. Mary's na primeira rodada. DiVincenzo foi nomeado para a Equipe de Novatos da Big East.
Em sua terceira temporada, DiVincenzo jogou em 40 jogos e teve médias de 13.4 pontos, 4.8 rebotes e 3.5 assistências em 29.3 minutos. No final da temporada regular, ele foi nomeado como o Sexto Homem da Big East.
No Elite Eight do Torneio NCAA de 2018, DiVincenzo registrou 12 pontos e oito rebotes em uma vitória de 71-59 sobre o Texas Tech. Ele foi nomeado o Melhor Jogador da final da NCAA após a vitória da equipe contra Michigan, no qual marcou 31 pontos - incluindo cinco cestas de três pontos - e registrou cinco rebotes, três assistências e dois bloqueios. Além disso, ele foi o jogador que mais marcou pontos em um jogo Final da NCAA vindo do banco.
DiVincenzo foi apelidado de "Big Ragu" pelo apresentador de esportes Gus Johnson após a sua cesta da vitória contra a Universidade da Virgínia em 2017. O apelido foi dado a ele ostensivamente devido à sua herança italiana e seus cabelos ruivos.
Em 19 de abril de 2018, DiVincenzo anunciou que se declararia o Draft da NBA de 2018 sem contratar um agente, deixando em aberto a possibilidade de um retorno a Villanova. Em 29 de maio de 2018, DiVincenzo anunciou que permaneceria no draft e contrataria um agente, deixando seus dois últimos anos de elegibilidade em Villanova.

## Carreira profissional

### Milwaukee Bucks (2018–2022)
Em 21 de junho de 2018, DiVincenzo foi selecionado pelo Milwaukee Bucks como a 17ª escolha geral no draft da NBA de 2018. Ele foi o segundo de quatro jogadores de Villanova selecionado naquele ano. Em 10 de julho de 2018, o Milwaukee Bucks anunciou que havia assinado um contrato de 4 anos e US$13.1 milhões com DiVincenzo. Ele perdeu a maior parte de sua temporada de calouro com uma lesão no pé.
Em 16 de dezembro de 2019, DiVincenzo registrou 5 pontos, 10 rebotes, 9 assistências e 3 roubos de bola em uma derrota por 120-116 para o Dallas Mavericks. Em 16 de janeiro de 2020, ele teve 19 pontos e 3 rebotes em uma vitória por 128-123 contra o Boston Celtics. Naquela mesma temporada, ele registraria a terceira maior classificação defensiva de qualquer jogador da liga (o companheiro de equipe Giannis Antetokounmpo sendo o primeiro).
Em 4 de maio de 2021, DiVincenzo registrou 10 pontos e 15 rebotes em uma vitória por 124-118 sobre o Brooklyn Nets. Ele acabou recebendo um anel de campeão, pois fazia parte do time de 2021 que venceu as finais da NBA, mas não jogou em nenhum jogo após a primeira rodada dos playoffs devido a uma grave lesão no tornozelo esquerdo sofrida contra o Miami Heat. Sua lesão foi vista como um obstáculo para a capacidade de Milwaukee de encontrar sucesso na pós-temporada, já que eles não esperavam ter os jogadores P. J. Tucker e Pat Connaughton com tanta frequência.
Em 25 de dezembro de 2021, DiVincenzo retornou à quadra após ficar fora por seis meses, onde registrou 3 pontos e 2 rebotes em 15 minutos de jogo durante uma vitória por 117-113 sobre o Boston Celtics. Em 22 de janeiro de 2022, ele marcou 20 pontos, o recorde da temporada, em uma vitória por 133-127 sobre o Sacramento Kings.

### Sacramento Kings (2022)
Em 10 de fevereiro de 2022, DiVincenzo foi negociado com o Sacramento Kings em uma troca de quatro equipes que enviou Serge Ibaka para os Bucks.
Em 12 de fevereiro, DiVincenzo registrou 7 pontos e 5 assistências em 19 minutos em sua estreia no Kings, uma vitória por 123-110 sobre o Washington Wizards.

### Golden State Warriors (2022–2023)
Em 8 de julho de 2022, DiVincenzo assinou um contrato de dois anos e US$ 9,3 milhões com o Golden State Warriors. Em 11 de março, ele marcou 20 pontos e pegou 10 rebotes durante uma vitória por 125–120 na prorrogação contra o Milwaukee Bucks. Ele teve médias de 9,4 pontos, 4,4 rebotes e 3,5 assistências em 72 jogos da temporada regular (sendo titular em metade desses jogos). Ele acertou 39,7% dos arremessos de três pontos em 5,3 tentativas por jogo, um recorde na carreira.
Em junho de 2023, ele recusou uma opção de US$ 4,7 milhões no seu contrato e optou por ser um agente livre.

### New York Knicks (2023-2024)
Em 8 de julho de 2023, DiVincenzo assinou um contrato de 4 anos e US$46.8 milhões com o New York Knicks. Ele se juntou aos companheiros de Villanova, Jalen Brunson e Josh Hart. 
Em 25 de março de 2024, DiVincenzo marcou 40 pontos, o recorde de sua carreira, em uma vitória de 124 a 99 sobre o Detroit Pistons. Durante o jogo, ele também marcou 11 cestas de três pontos, estabelecendo um novo recorde da franquia de cestas de três pontos em um único jogo.

#### Minnesota Timberwolves(2024–Presente)
Em 2 de outubro de 2024, DiVincenzo, junto com Keita Bates-Diop, Julius Randle e uma escolha de primeira rodada, foram negociados com o Minnesota Timberwolves como parte de uma troca de três equipes que também envolveu o Charlotte Hornets. Os Knicks adquiriram Karl-Anthony Towns e os direitos de draft de James Nnaji.

## Estatísticas da carreira

### NBA
| † | Campeão da NBA |

#### Temporada regular
| Ano      | Equipe     | PJ  | PT  | MPJ  | AP   | 3P   | LL   | RT  | AS  | BR  | TO | PPJ  |
| -------- | ---------- | --- | --- | ---- | ---- | ---- | ---- | --- | --- | --- | -- | ---- |
| 2018–19  | Milwaukee  | 27  | 0   | 15.2 | .403 | .265 | .750 | 2.4 | 1.1 | .5  | .2 | 4.9  |
| 2019–20  | Milwaukee  | 66  | 24  | 23.0 | .455 | .336 | .733 | 4.8 | 2.3 | 1.3 | .3 | 9.2  |
| 2020–21  | Milwaukee† | 66  | 66  | 27.5 | .420 | .379 | .718 | 5.8 | 3.1 | 1.1 | .2 | 10.4 |
| 2021–22  | Milwaukee  | 17  | 0   | 20.1 | .331 | .284 | .852 | 3.5 | 1.7 | .6  | .2 | 7.2  |
| 2021–22  | Sacramento | 25  | 1   | 26.6 | .362 | .368 | .839 | 4.4 | 3.6 | 1.5 | .2 | 10.3 |
| 2022–23  | Warriors   | 72  | 36  | 26.3 | .435 | .397 | .817 | 4.5 | 3.5 | 1.3 | .2 | 9.4  |
| 2023–24  | New York   | 81  | 63  | 29.1 | .443 | .401 | .754 | 3.7 | 2.7 | 1.3 | .4 | 15.5 |
| Carreira | Carreira   | 354 | 190 | 23.9 | .407 | .347 | .780 | 4.1 | 2.5 | 1.0 | .2 | 9.5  |

#### Playoffs
| Ano      | Equipe     | PJ | PT | MPJ  | AP   | 3P   | LL   | RT  | AS  | BR  | TO | PPJ  |
| -------- | ---------- | -- | -- | ---- | ---- | ---- | ---- | --- | --- | --- | -- | ---- |
| 2020     | Milwaukee  | 10 | 1  | 16.5 | .451 | .333 | .650 | 3.2 | 1.2 | .7  | .3 | 6.6  |
| 2021     | Milwaukee† | 3  | 3  | 23.3 | .188 | .167 | .000 | 6.3 | 2.7 | 1.0 | .3 | 2.7  |
| 2023     | Warriors   | 13 | 1  | 18.1 | .375 | .341 | .667 | 3.0 | 2.8 | 0.8 | .2 | 5.5  |
| 2024     | New York   | 13 | 13 | 35.8 | .419 | .425 | .867 | 4.0 | 2.6 | 1.2 | .9 | 17.8 |
| Carreira | Carreira   | 39 | 18 | 23.4 | .358 | .316 | .546 | 4.1 | 2.3 | .9  | .4 | 8.1  |

### Universidade
| Ano      | Equipe    | PJ | PT | MPJ  | AP   | 3P   | LL   | RT  | AS  | BR  | TO | PPJ  |
| -------- | --------- | -- | -- | ---- | ---- | ---- | ---- | --- | --- | --- | -- | ---- |
| 2015–16  | Villanova | 9  | 1  | 8.2  | .286 | .176 | .000 | 1.8 | .4  | .4  | .0 | 1.7  |
| 2016–17  | Villanova | 36 | 1  | 25.5 | .466 | .365 | .699 | 3.8 | 1.7 | .9  | .3 | 8.8  |
| 2017–18  | Villanova | 40 | 10 | 29.3 | .481 | .401 | .710 | 4.8 | 3.5 | 1.1 | .2 | 13.4 |
| Carreira | Carreira  | 85 | 12 | 21.0 | .411 | .314 | .469 | 3.4 | 1.8 | .8  | .1 | 7.9  |

Fonte: